# Anton Lubowski
Anton Lubowski  (Lüderitz, 3 februari 1952 – Windhoek, 12 september 1989) was een advocaat en mensenrechtenactivist uit Zuidwest-Afrika, het huidige Namibië.                 
Anton Lubowski is afkomstig uit een Duits-Namibische familie, hij behoorde tot de in Namibië wonende blanke bevolkingsgroep van Duitse origine. Na zijn studie richtte zich op de politiek en  verzette zich scherp tegen de Zuid-Afrikaanse heerschappij van Namibië. Zo werd hij een van de leidende blanke vertegenwoordigers van de onafhankelijkheidsbeweging in het land aan het eind van de jaren zeventig. Hij kwam in contact met de leider van de zwarte separatisten Sam Nujoma en fuseerde met zijn groep in  de South West Africa People's Organisation (SWAPO). Door deze fusie werd SWAPO een bredere organisatie, die niet langer alleen met de etnische Ovambo-groep werd geassocieerd.
Lubowski werd een van de naaste medewerkers van Nujoma. Hij speelde zo een belangrijke rol in de overgang van Namibië naar onafhankelijkheid. 

## Vermoord
Vlak voor de onafhankelijkheid in 1990 werd Lubowksi bij zijn huis in Windhoek vermoord. Wie precies achter de moord heeft gezeten bleef lang onduidelijk. Er werd aangenomen dat de moordaanslag is gepleegd door geheime agenten van het Zuid-Afrikaanse "Civil Cooperation Bureau" (Burgerlike Samewerkingsburo), een geheime moordeenheid van het Zuid-Afrikaanse leger. 
In 1996 gaf de procureur-generaal van Namibië documenten over de zaak Lubowski aan de Waarheids- en Verzoeningscommissie in Zuid-Afrika. Deze commissie onderzocht de moord tussen 3 en 24 april 1996. Tijdens het onderzoek bleek dat een professionele moordenaar, die eerder in het Rhodesische leger had gediend en instructies had gekregen van de Zuid-Afrikaanse Weermacht (SADF), Lubowski met een AK-47 had gedood.

## Herdenking
In augustus 2015 werden de stoffelijke resten van Lubowski opgegraven. Tijdens de Namibische Heldenherdenkingsdag (Heroes' Day) werden deze opnieuw begraven op de erebegraafplaats Heroes' Acre aan de zuidrand van Windhoek. Voorafgaand hieraan werd Lubowski door president Hage Geingob tot nationale held uitgeroepen.
Zijn politieke nalatenschap werd verzameld in de Duits-Namibische gemeenschap door verschillende vooraanstaande leden van SWAPO, waaronder Klaus Dierks, evenals beroemde columnisten, zoals Joe Putz. 